# Tennis en fauteuil roulant aux Jeux paralympiques d'été de 2016
Navigation
Londres 2012 Tokyo 2020
La compétition de tennis en fauteuil roulant des Jeux paralympiques d'été de 2016 se déroule du 9 septembre 2016 au 16 septembre 2016 à Rio de Janeiro.

## Classification
Les joueurs ont été classés selon le type et l'étendue de leur handicap. Le système de classification a permis aux joueurs de s'affronter contre les autres avec le même niveau de fonction. Pour soutenir la concurrence dans le tennis en fauteuil roulant, les athlètes doivent avoir une perte importante ou totale de la fonction dans l'une ou les deux jambes. Les joueurs tétraplégiques concourent dans des épreuves mixtes, tandis que les joueurs paraplégiques (avec plein usage de leurs bras) participent à des épreuves séparées masculines et féminines.

## Calendrier
| T1 | 1er tour | T2 | 2e tour | T3 | 3e tour | QF | Quarts de finale | DF | Demi-finales | B | Match pour la 3e place | F | Finale |

| Simple messieurs    | T1 | T1 |    |    | T2 | T2 | T3 | T3 | QF | QF | DF | DF |   |   | B | F |  |  |  |  |
| Simple dames        |    |    | T1 | T1 | T2 | T2 | QF | QF | DF | DF |    | B  |   | F |   |   |  |  |  |  |
| Double messieurs    |    |    | T1 | T1 | T2 | T2 | QF | QF | DF | DF |    |    | B | F |   |   |  |  |  |  |
| Double dames        | T1 | T1 |    |    | QF | QF | DF | DF |    | B  |    |    |   |   |   | F |  |  |  |  |
| Simple quad (mixte) | T1 | T1 | QF | QF |    |    | DF | DF |    |    | B  | F  |   |   |   |   |  |  |  |  |
| Double quad (mixte) |    |    | T1 | T1 | DF | DF |    |    | B  | F  |    |    |   |   |   |   |  |  |  |  |

## Résultats
Le tirage au sort des tableaux a lieu le 8 septembre à 12h.
| Épreuve             | Or                             | Argent                        | Bronze                        |
| ------------------- | ------------------------------ | ----------------------------- | ----------------------------- |
| Simple messieurs    | Gordon Reid                    | Alfie Hewett                  | Joachim Gérard                |
| Double messieurs    | Stéphane Houdet Nicolas Peifer | Alfie Hewett Gordon Reid      | Shingo Kunieda Satoshi Saida  |
| Simple dames        | Jiske Griffioen                | Aniek van Koot                | Yui Kamiji                    |
| Double dames        | Jiske Griffioen Aniek van Koot | Marjolein Buis Diede de Groot | Lucy Shuker Jordanne Whiley   |
| Simple quad (mixte) | Dylan Alcott                   | Andy Lapthorne                | David Wagner                  |
| Double quad (mixte) | Dylan Alcott Heath Davidson    | Nicholas Taylor David Wagner  | Jamie Burdekin Andy Lapthorne |

### Tableau des médailles
| Rang  | Nation          | Or | Argent | Bronze | Total |
| ----- | --------------- | -- | ------ | ------ | ----- |
| 1     | Pays-Bas        | 2  | 2      | 0      | 4     |
| 2     | Australie       | 2  | 0      | 0      | 2     |
| 3     | Grande-Bretagne | 1  | 3      | 2      | 6     |
| 4     | France          | 1  | 0      | 0      | 1     |
| 5     | États-Unis      | 0  | 1      | 1      | 2     |
| 6     | Japon           | 0  | 0      | 2      | 2     |
| 7     | Belgique        | 0  | 0      | 1      | 1     |
| TOTAL | TOTAL           | 6  | 6      | 6      | 18    |